# Коломиха (Владимирская область)
Коломиха — упразднённая деревня в Вязниковском районе Владимирской области России.

## География
Урочище находится в северо-восточной части области, в зоне хвойно-широколиственных лесов, в пределах Волжско-Окского междуречья, на левом берегу реки Исток, на расстоянии 19 километров (по прямой) к юго-юго-западу от города Вязники, административного центра района.

### Климат
Климат характеризуется как умеренно континентальный. Средняя температура воздуха самого холодного месяца (января) — −11,1 °C (абсолютный минимум — −48 °С), средняя максимальная температура воздуха (июля) — +23,3 °С (абсолютный максимум — +37 °С). Годовое количество атмосферных осадков составляет около 607 мм, из которых 413 мм выпадает в период с апреля по октябрь.

## История
В «Списке населенных мест Владимирской губернии по сведениям 1859 года» населённый пункт упомянут как удельная деревня Колошиха Вязниковского уезда, расположенная в 20 верстах от уездного города. В деревне насчитывалось 22 двора и проживало 169 человек (77 мужчин и 92 женщины).
По состоянию на 1905 год, в Коломихе имелось 29 дворов и проживало 192 человека. В административном отношении деревня входила в состав Никологорской волости.
По данным 1926 года в деревне имелось 36 крестьянских хозяйств и проживало 207 человек (99 мужчин и 108 женщин). Являлась центром Коломихинского сельсовета Никологорской волости.
На момент упразднения входила в состав Октябрьского сельсовета Вязниковского района. Упразднена решением облисполкома № 947 от 17 августа 1970 года как фактически не существующая.

## Население
| Год  | Население, человек |
| ---- | ------------------ |
| 1859 | 169                |
| 1905 | 192                |
| 1926 | 207                |

## Известные уроженцы, жители
- Ганабин, Иван Васильевич (1922—1954) — русский советский поэт. Уроженец деревни.
- Репкин, Григорий Васильевич (1922—1992) — полный кавалер ордена Славы. В 1934 окончил 4 класса начальной школы в деревне Коломиха.